# Los Caños
La comunidad de Los Caños es una de las localidades del estado de Aguascalientes, México. Pertenece al municipio de Aguascalientes. Se encuentra a 18 km de Aguascalientes y a 18 km del municipio jalisciense de Villa Hidalgo.

## Historia
La comunidad se fundó en el año 1936 por Benito Montoya, quien mandó a 2 personas a que tomaran las tierras que ellos quisieran en Los Caños pero prefirieron irse a Las Palmas (actualmente Los Caños) con esto se instalaron las primeras familias que fueron los Montoya, Carrera, Ibarra, Tayahua, Rubalcava, y González.

## Capilla
La capilla dedicada al Sagrado Corazón de Jesús que se erige en la zona centro de esta comunidad.
Erigida por Benigno Delgado, actualmente el templo quedó en manos de la nueva parroquia de "el Taray" por la diócesis de Aguascalientes.

## Bordo de la comunidad
Es la que abastece a los pozos de todos los caños esta comunidad cuenta con una gran cantidad de pozos en algunas casas tienen hasta de 2 pozos y el agua potable.